# Lista de portos da Suécia

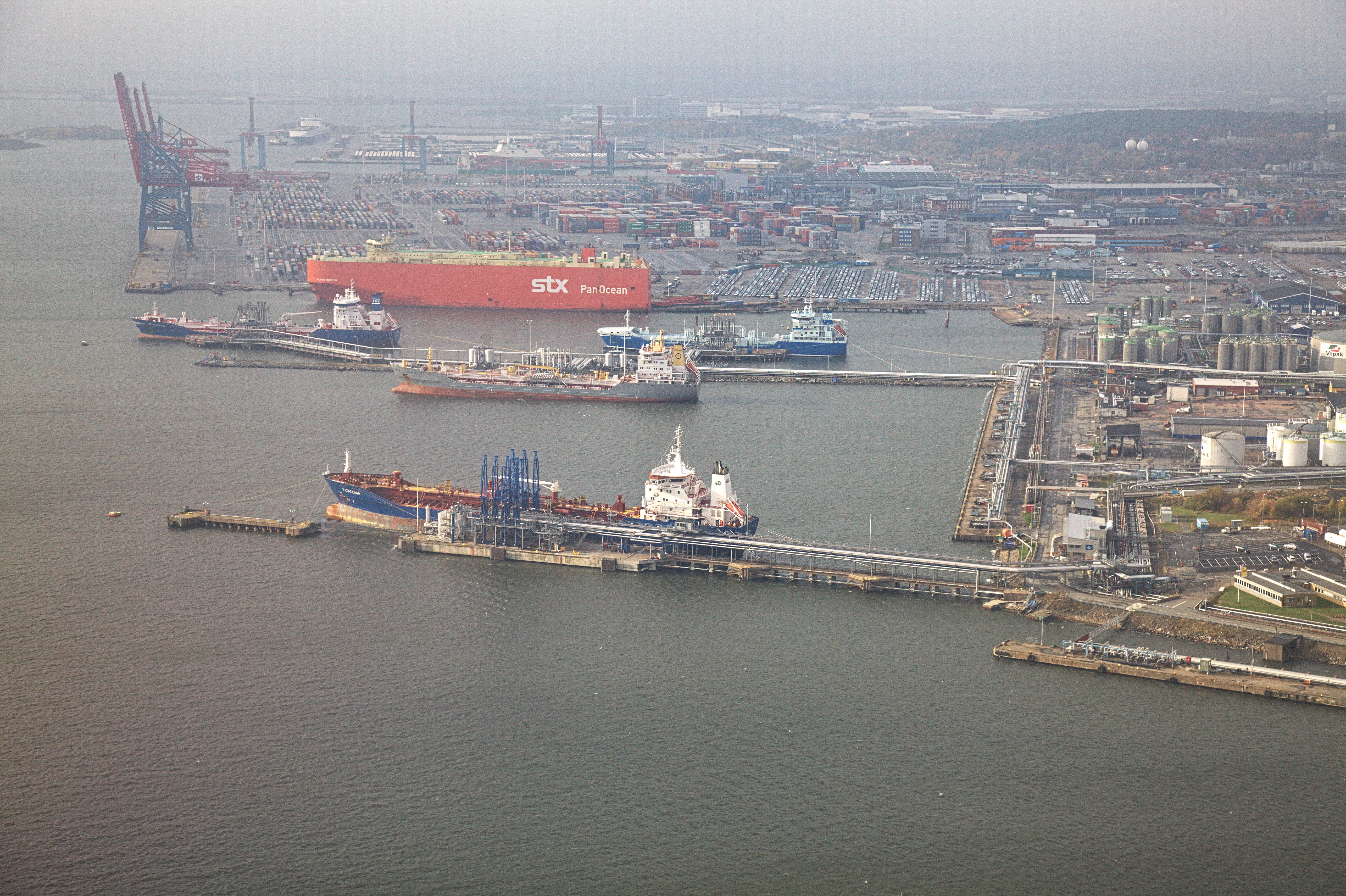
Vista aérea do Porto de Gotemburgo

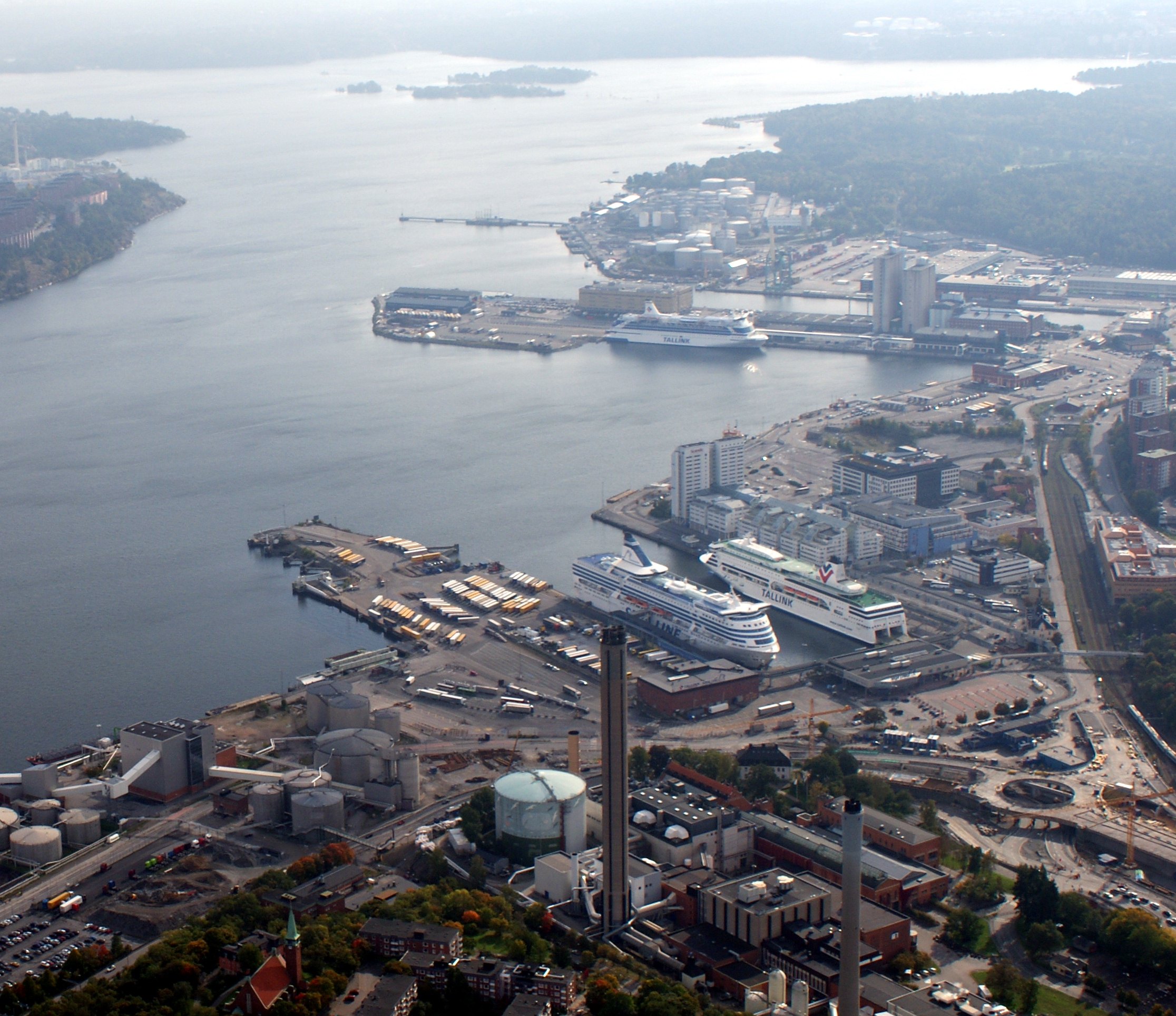
Vista aérea do Porto Värtahamnen, em Estocolmo

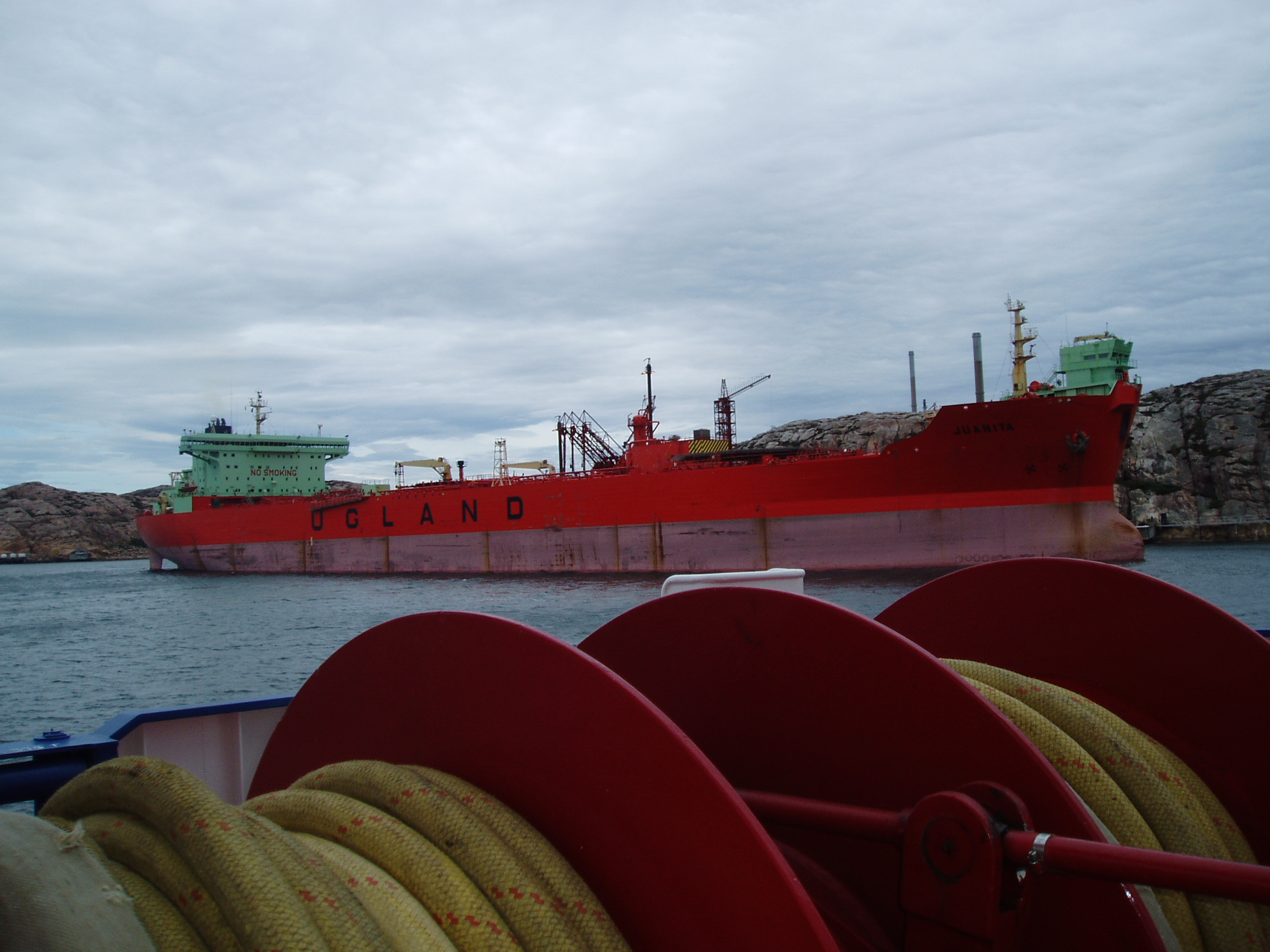
O porto de petróleo em Brofjorden

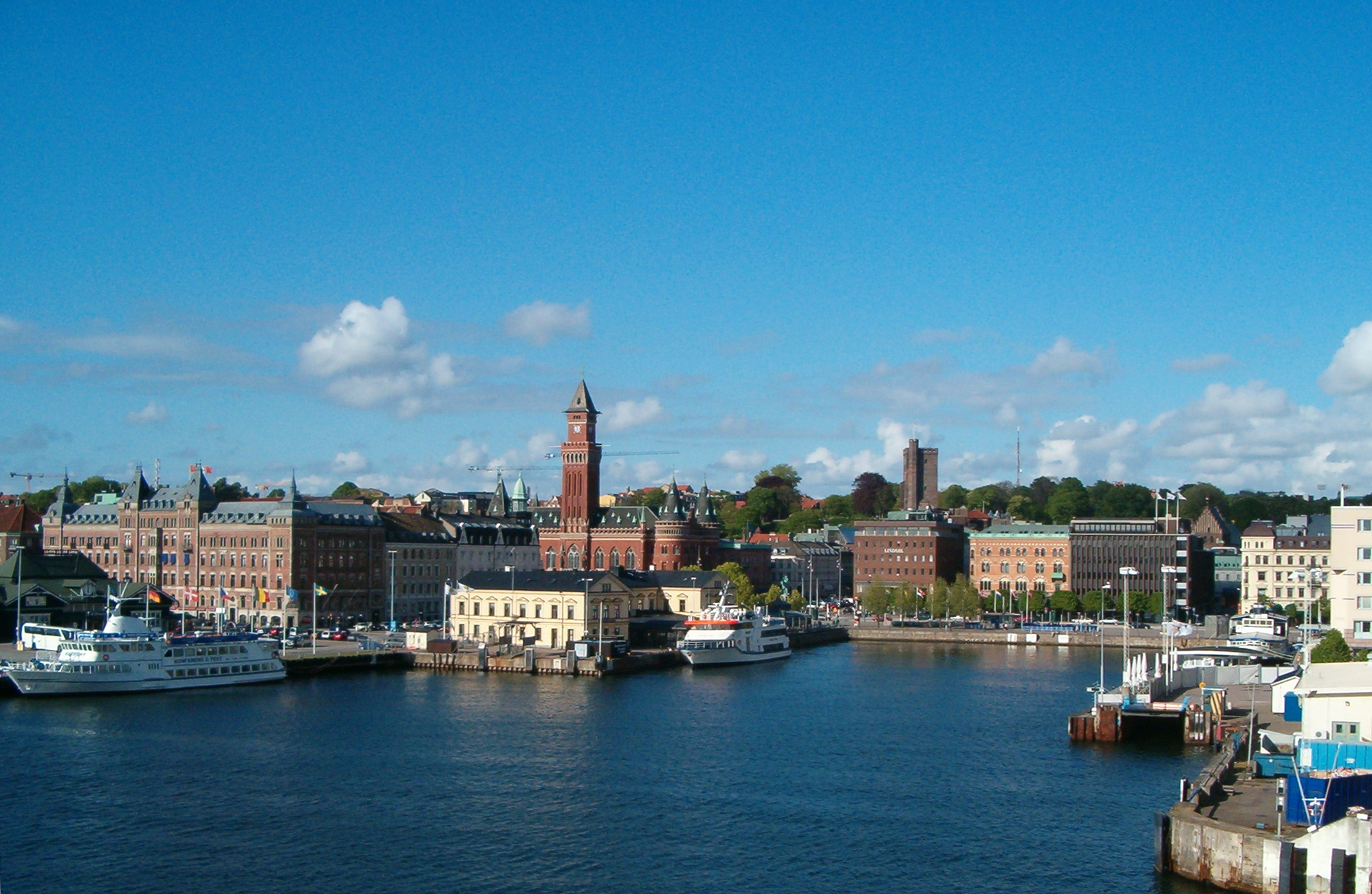
O porto de passageiros em Helsingborg

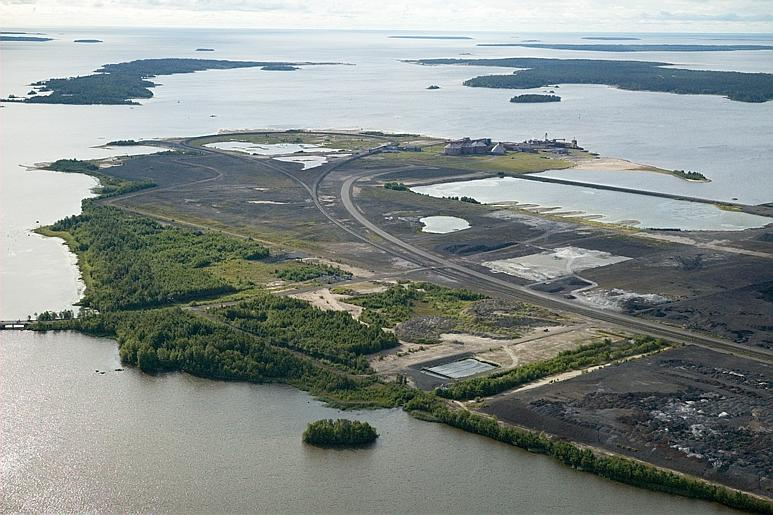
O porto de minérios em Luleå

Esta é uma lista dos principais portos da Suécia.

## Principais portos de mercadorias
Os maiores portos de acordo com o volume de mercadorias movimentadas: 
1. Porto de Gotemburgo
2. Porto do Fiorde de Bro
3. Porto de Trelleborg
4. Porto de Malmö
5. Porto de Karlshamn
6. Porto de Helsingborg
7. Porto de Luleå
8. Porto de Oxelösund
9. Porto de Estocolmo
10. Porto de Gävle

## Outros portos de mercadorias
- Porto de Norrköping
- Porto de Stenungsund
- Porto de Ystad
- Porto de Kapellskär
- Porto de Slite
- Porto de Halmstad
- Porto de Storugns
- Porto de Husum
- Porto de Sundsvall
- Porto de Nynäshamn
- Porto de Västerås
- Porto de Umeå
- Porto de Skellefteå
- Porto de Varberg
- Porto de Piteå

## Principais portos de passageiros
Os maiores portos de acordo com o número de milhares de passageiros em 2012: 

1. Porto de Estocolmo 9 108 000
2. Porto de Helsingborg 7 841 000
3. Porto de Ystad 1 962 000
4. Porto de Gotemburgo 1 605 000
5. Porto de Visby 1 590

## Outros portos de passageiros
- Porto de Trelleborg
- Porto de Strömstad
- Porto de Kapellskär
- Porto de Grisslehamn
- Porto de Karlskrona
- Porto de Nynäshamn
- Porto de Varberg
- Porto de Malmö
- Porto de Karlshamn
- Porto de Umeå